# Sæbø, Møre og Romsdal
Sæbø är en kyrkby i Ørsta kommun i Møre og Romsdal fylke i västra Norge. Byn ligger vid fylkesväg 655, på västra sidan av Hjørundfjorden. Här finns Hjørundfjords kyrka.
Byn utgjorde tidigare centralort i dåvarande Hjørundfjords kommun.

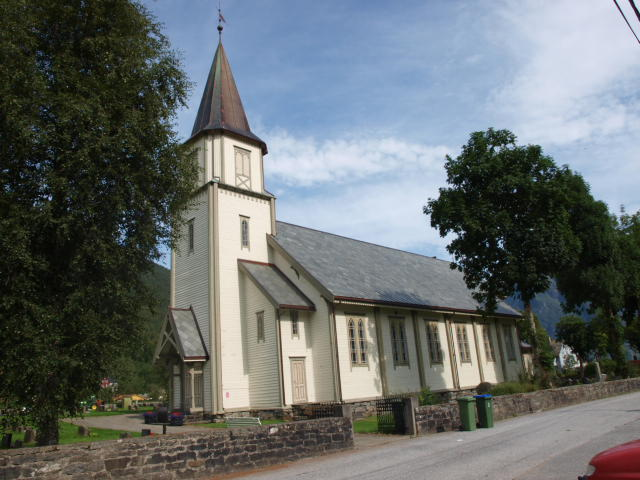
Hjørundfjords kyrka.